# Лукас, Станислав
Станислав Лукас (пол. Stanisław Lukas; 19 ноября 1855, Тернополь — 13 июня 1882, Львов) — польский историк, исследователь истории XVII века, доктор философии.

## Биография
Был младшим сыном Францишека и Анны. Среднее образование получил в Тернополе, в 1872 году получил аттестат зрелости с отличием.
Изучал историю на философском факультете Львовского университета под руководством Ксаверия Лиске, посещал также лекции по философии и классической филологии. Первый доктор ригорозума, стал им в 1877 году, а второй отложил из-за поездки в Чехию на лечение. Получив кайзеровскую стипендию, уехал на дальнейшее обучение во Францию и Германию, где в течение пяти лет, кроме студий, занимался исследовательской работой по истории XVII века. Быт заграницей и контакты с европейскими научными центрами Франции и Германии имели чрезвычайно большое влияние на развитие таланта Станислава Лукаса, как ученого.
Начал обучение в Берлине (год под руководством Вайца и Дройзена), а в конце 1878 года прибыл в Париж, где находился три года. Учился в Коллеж де Франс (фр. Collège de France), Школе хартий (фр. École des Chartres), Практической школе высших исследований. Изучал специальные исторические дисциплины и проводил архивные исследования. Кроме того, с научными и туристическими целями посещал Бельгию и Англию (Лондон, Оксфорд). В Париже стал членом Историко-литературного общества. Выехал из столицы Франции в 1882 году, а по дороге во Львов посетил немецкие университеты, где принял участие в научных семинарах. Во Львов прибыл в марте 1882 года, получил там второй ригорозум (15 апреля 1882 года состоялась защита докторской диссертации).

### Работы
Современники считали Станислава Лукаса одним из способнейших учеников Ксаверия Лиске. Его труды отличаются писательским талантом и эрудицией. Важнейшие труды Лукаса:
- «Przyłączenie Mazowsza do Korony Polskiej»
- «Erazm Ciołek, biskup płocki (1503-1522), dyplomata polski 16 wieku»
- «O rzekomej wyprawie na Turka Olbrachta w 1497»
- «Stanowisko Erazma Ciołka jako księcia kościoła oraz mecenasa literatury i nauk»
- «Rozbiór podługoszowej części Kroniki Bernarda Wapowskiego»

Последний из названных трудов «Rozbiór podługoszowej części Kroniki Bernarda Wapowskiego» был издан в Кракове в 1880 году и из всего наследия Лукаса имеет наибольшую научную стоимость, это была его докторская диссертация. Публиковал также меньшие труды в журналах «Biblioteka Warszawska» и «Przegląd Krytyczny». Инициатор основания Академического круга историков (1878). Работал над библиографией истории Польши.

## Смерть
В мае 1882 года Станислав Лукас внес в Ягеллонский университет представление на хабилитацию по всемирной истории. Но достичь этого ему не удалось, потому что вскоре после этого заболел и 13 июня 1882 года скончался. Причиной смерти стала острая кишечная непроходимость и воспаления брюшины.
Станислав Лукас похоронен 15 июня 1882 года на Лычаковском кладбище Львова.